# Stylianos Harkianakis
Stylianos Harkianakis (greacă Στυλιανός Χαρκιανάκης; n. 29 decembrie 1935, Rethymno, Creta⁠(d), Grecia – d. 25 martie 2019, Sydney, Noul Wales de Sud, Australia) a fost arhiepiscopul ortodox grec al Australiei și întâistătătorul Arhiepiscopiei Ortodoxe Grecești din Australia. A primul președinte al conferinței bisericilor ortodoxe canonice din Australia și decanul colegiului ortodox Sf. Andrei din Australia. A fost un teolog sprecializat în ecclesiologie și un poet premiat.

## Viața
În 1975  Harkianakis a fost ales Arhiepiscop al Australiei și Exarh al Oceaniei. Din această poziție a inițiat numeroase dialoguri între ortodocși și alte fracțiuni creștine. A fost copreședinte a comisiei de dialog teologic cu biserica romano/catolică și copreședinte al comisiei de dialog teologic cu biserica anglicană.
A predat teologie și spiritualitate ortodoxă la universitatea din Sydney începând din anul 1975. În 1986 a devenit primul decan al Colegiului teologic Sf. Andrei din Sydney unde a fost și titlularul catedrei de teologie sistematică.

## Premii
În 1973, Harkianakis a fost decorat cu premiul internațional Gottfried von Herder. În 1980 a primit premiul academiei de poezie din Atena. În 1985 titlul de doctor honoris causa al Universității din Lublin, Polonia. Iar poemul "After Ephialtes", a fost muzicalizat de Costas Tsicaderis.

## Opera
Harkianakis, Stylianos:The Infallibility of the Church in Orthodox Theology. St Andrew's Orthodox Press. Sydney 2008.